# Loch Flodabay
Loch Flodabay, schottisch-gälisch: Loch Fhleoideabhaigh, ist eine Meeresbucht der schottischen Hebrideninsel Lewis and Harris.

## Geographie
Loch Flodabay ist eine Bucht an der Ostküste von Harris, dem Südteil der Doppelinsel Lewis and Harris. Sie tritt aus der Meerenge The Minch etwa zwei Kilometer in nordwestlicher Richtung in die Landmasse ein. Seeseitig begrenzend sind die etwa 1,8 Kilometer voneinander entfernt liegenden Kaps Rubha Quidnish im Südwesten und der Abschluss der Halbinsel Ard Manish im Nordosten. Südlich schließt sich die Bucht Loch Finsbay an, während Loch Geocrab die angrenzende Bucht im Norden ist.
In Loch Flodabay liegen die etwa 190 Meter lange Schäre Glas Sgeir („Graue Schäre“) und die etwa 150 Meter lange Eilean Dubh („Schwarze Insel“) sowie verschiedene kleine Felsinseln. Insbesondere am Kopf der Bucht, nahe der Weiler Flodabay und Manish, den einzigen Siedlungen entlang der Küste von Loch Flodabay, münden mehrere kleine Bäche in Loch Flodabay.

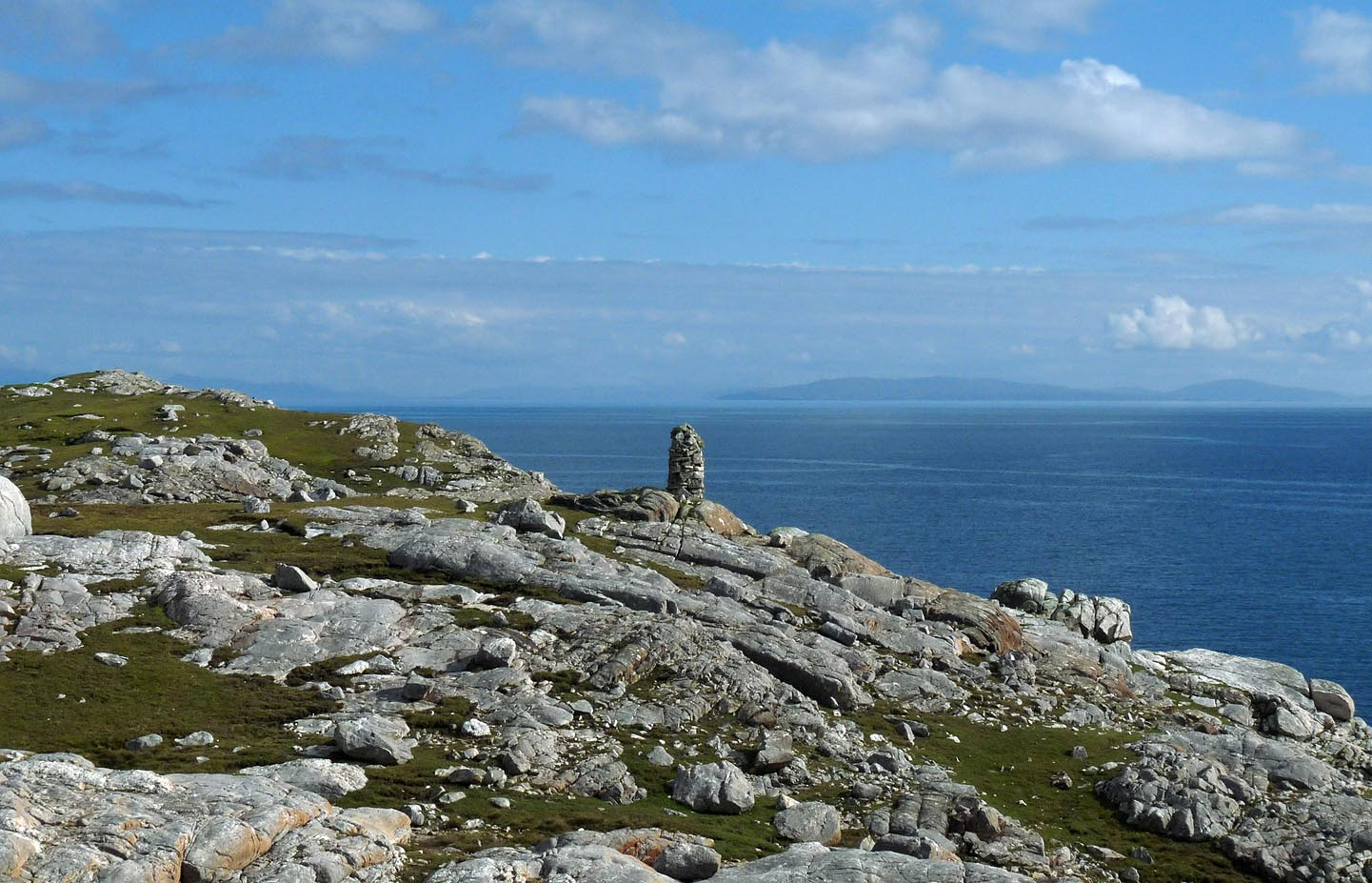
Kap des Ard Manish; in der Ferne Skye
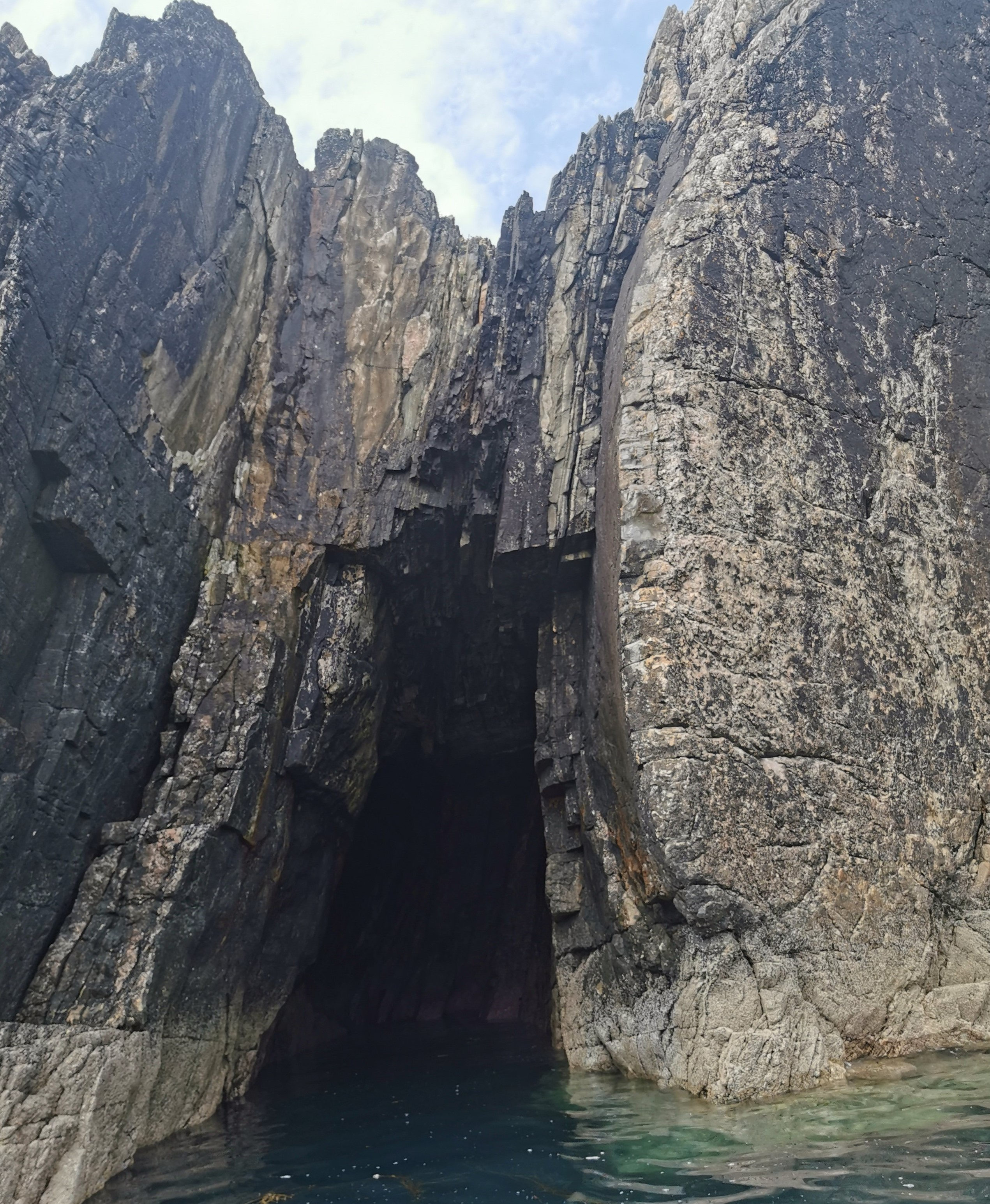
Felsformation an der Westküste